# Президентские выборы в Хорватии (2014—2015)
Президентские выборы прошли в Хорватии 28 декабря 2014 года. Так как ни один из кандидатов не набрал 50 % голосов в первом туре, второй тур был проведён 11 января 2015 года между двумя кандидатами, набравшими наибольшее количество голосов. Во втором туре победила кандидат от правой оппозиции Колинда Грабар-Китарович, опередив действующего президента Иво Йосиповича более чем на 1 % (около 32 тысяч голосов).

## Кандидаты
В выборах участвуют 4 кандидата:
- Иво Йосипович — действующий президент Хорватии. Формально независимый кандидат, поддержан правящей левой коалицией «Кукурику», состоящей из «Социал-демократической партии Хорватии»[2], «Хорватской народной партии»[3], «Истрийской демократической ассамблеи»[4] и «Хорватской партии пенсионеров»[5].

- Колинда Грабар-Китарович — кандидат от правоцентристской партии «Хорватское демократическое содружество»[6]. Поддержана другими правоцентристскими оппозиционными партиями: «Хорватской крестьянской партией»[7], «Хорватской социал-либеральной партией» и другими.

- Милан Куюнджич — лидер непарламентской праворадикальной партии Хорватский рассвет[англ.], которая входит в альянс малых правых партий «Союз за Хорватию»[8].

- Иван Синчич — самый молодой кандидат (24 года), активист евроскептистического движения «Живая стена», защищающего людей, которых принудительно выселяют из их домов[9].

Ещё три кандидата не были зарегистрированы, так как не смогли собрать 10 тысяч подписей.

## Процедура выборов
По законам Хорватии, любой претендующий на участие в выборах в качестве кандидата обязан собрать не менее 10 тысяч подписей избирателей независимо от того, кто выдвинул его кандидатуру. Подписи необходимо собрать за 12 дней, с 25 ноября до 6 декабря. После этого Государственная избирательная комиссия (Državno izborno povjerenstvo) проверяет подлинность предоставленных подписей. 8 декабря Государственная избирательная комиссия зарегистрировала четырёх кандидатов для участия в выборах. 9 декабря официально началась избирательная кампания, которая продлилась до 26 декабря (на этот день приходится официально отмечаемый в Хорватии праздник День святого Стефана). После этого дня агитация запрещена.
Согласно предвыборным опросам наибольшие шансы на победу в первом туре имеет действующий президент Иво Йосипович. За него готовы проголосовать 46,5 % избирателей. На втором месте Колинда Грабар-Китарович с 34,9 % голосов. Высока вероятность второго тура.

## Результаты
| Кандидат                 | Партия      | 1-й тур   | 1-й тур | 2-й тур   | 2-й тур |
| Кандидат                 | Партия      | Голоса    | %       | Голоса    | %       |
| ------------------------ | ----------- | --------- | ------- | --------- | ------- |
| Иво Йосипович            | Независимый | 687 678   | 38,46   | 1 082 430 | 49,26   |
| Колинда Грабар-Китарович | ХДС         | 665 379   | 37,22   | 1 114 865 | 50,74   |
| Иван Синчич              | ЖС          | 293 570   | 16,42   |           |         |
| Милан Куюнджич           | СзХ         | 112 585   | 6,30    |           |         |
| Действительные голоса    |             | 1 759 212 | 98,44   | 2 197 295 | 97,31   |
| Недействительные голоса  |             | 27 791    | 1,56    | 60 728    | 2,69    |
| Всего                    |             | 3 794 293 | 100,00  | 3 824 754 | 100,00  |
| Явка                     |             | 1 787 928 | 47,12 % | 2 258 801 | 59,06 % |
| Источник:                |             |           |         |           |         |

11 января 2015 года Колинда Грабар-Китарович победила во втором туре выборов президента Хорватии, получив 50,42 % голосов избирателей.